# Castell de Rodonyà
El Castell de Rodonyà és un edifici de poble homònim (Alt Camp), declarat bé cultural d'interès nacional. Era el centre de la baronia homònima, que comprenia a més, els llocs de Masarbonès, Montferri i les quadres de Montagut, integrades pels masos de la Torrella, el mas de la Font i el mas Rossell.

## Història
Les primeres referències documentals del lloc de Rodonyà són de la segona meitat del segle xi, quan era vinculat al Castellvell de la Marca. El 1170, es menciona el castell a la donació de Guila de Banyeres, vicària de Castellvell, i de Mir de Castellvell a Pere de Lotger del feu de Rodonyà.
El 1310, l'arquebisbe de Tarragona Guillem de Rocabertí el va comprar a Bernat de Centelles, senyor de Centelles, de Vilabella i del feu de Rodonyà (que l'havia adquirit a Guillema de Montcada, baronessa de Montcada i de Castellvell i vídua de l'infant Pere d'Aragó) per 60.000 sous, i l'any següent, el castlà Ramon de Tamarit li va retre homenatge. El 1409, Bernat de Tamarit va comprar al rei Martí l'Humà les jurisdiccions del lloc, esdevenint així baró de Rodonyà.
A mitjans del segle xvi, el castell fou profundament remodelat, tot i que posteriorment els barons establirien la seva residència principal a Barcelona. Durant la Guerra de Successió, els Tamarit foren partidaris de l'arxiduc Carles, que el 1707 atorgà el títol de comte a Salvador de Tamarit i de Vilanova, novè baró de Rodonyà. Acabada la guerra, Felip V el va desterrar durant sis anys a Valladolid. El patrimoni Tamarit va ser confiscat, i no seria retornat fins al 1774 a Josepa de Copons i d'Aguilar, vídua de l'hereu Salvador de Tamarit i de Xammar, que va fer testament a favor de la seva neboda Maria Miquela de Grimau d'Aguilar i de Copons, casada amb Magí de Vilallonga i de Tamarit, fill de Galceran de Vilallonga i de Gelpí, i de Maria Francesca de Tamarit de Xammar.
A mitjans del segle xviii, el mal estat del conjunt va motivar unes obres que afectaren tant la planta baixa, on es potenciaren les dependències destinades a usos agrícoles, com la planta noble, on es condicionaren de nou moltes de les seves estances. Cap al 1868, el castell va ser venut a un habitant del poble per Gaietà de Vilallonga i de Marimon, baró de Segur i de Rodonyà. El 1919, va ser adquirit per l'Ajuntament, i posteriorment, va ser utilitzat com a escola. Això va motivar la reforma de l'ala de ponent, que dóna a la plaça major.
El 2008 se'n va iniciar la rehabilitació, efectuada en diverses fases, per a acollir l'Ajuntament i diversos espais polivalents. El 2011 es va acabar la segona fase de les obres, durant les quals s'hi van descobrir set sitges medievals. La tercera i darrera fase va encallar-se uns anys per manca de finançament, i finalment es va inaugurar el 2017, quedant pendent el celler, l'ala nord-est i la museïtzació.

## Descripció
Està situat al centre del poble, a prop de l'església. És un edifici de pedra de grans proporcions i de planta quadrangular.
La seva estructura externa es manté encara en bones condicions. Hi ha dos tipus de finestres; les de la part superior, de petites dimensions i alineades horitzontalment, i les que es troben a l'altura del primer pis, que són més grans i de diferent època i algunes d'elles amb emmarcament en pedra. La porta d'accés és d'arc de mig punt adovellat, i la façana està coronada per merlets. A la part baixa es conserven diversos arcs.